# Tetrakonchos

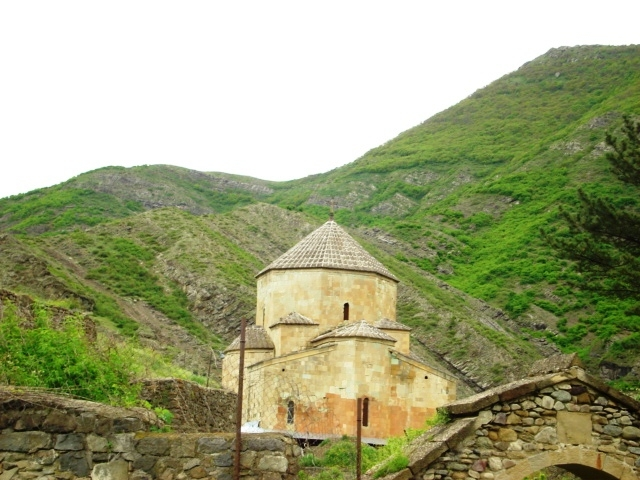
Sioni-Kirche in Ateni

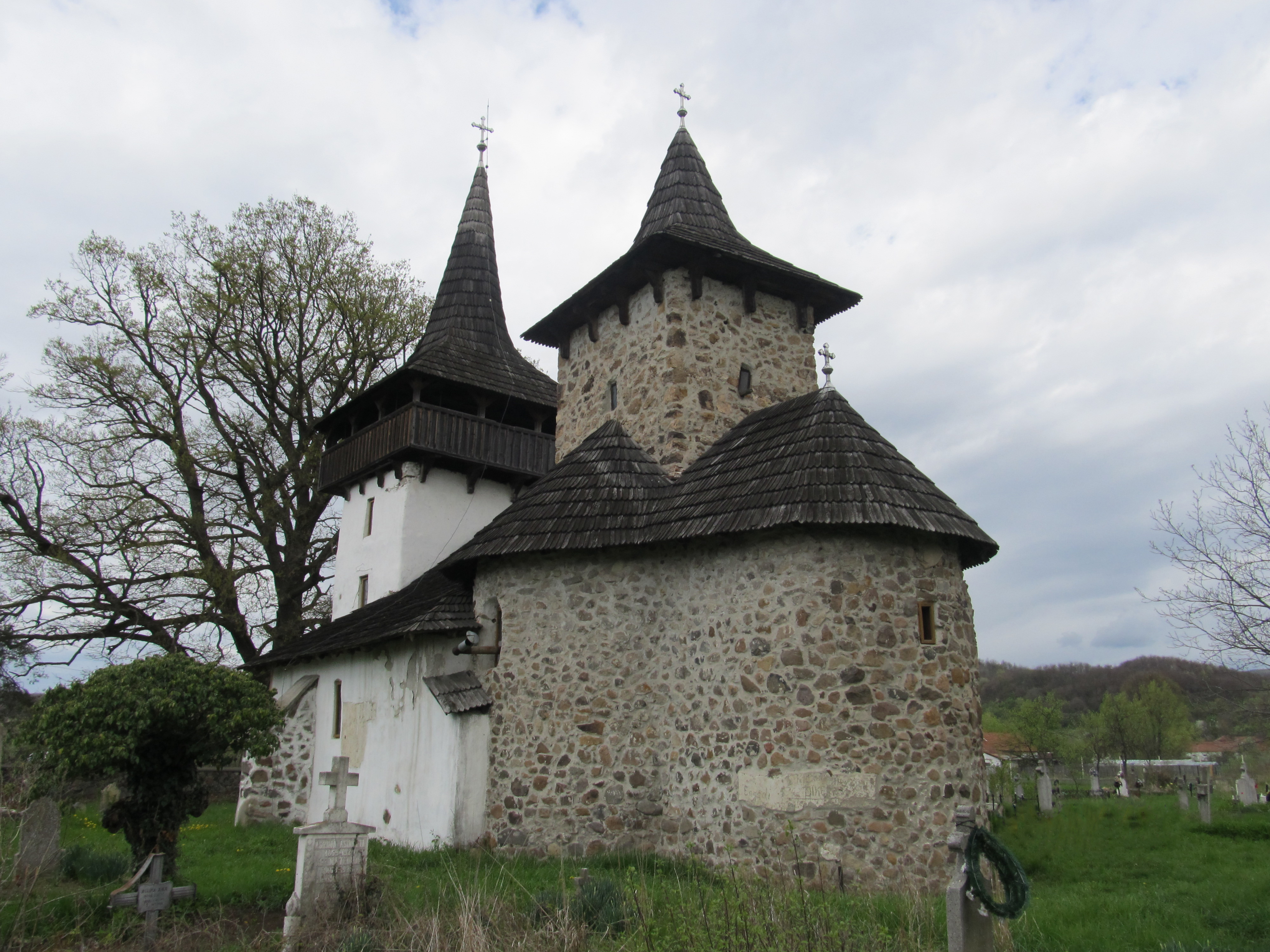
Vierapsidenkirche von Gursaden mit einem weißen Anbau anstelle der vierten Apsis

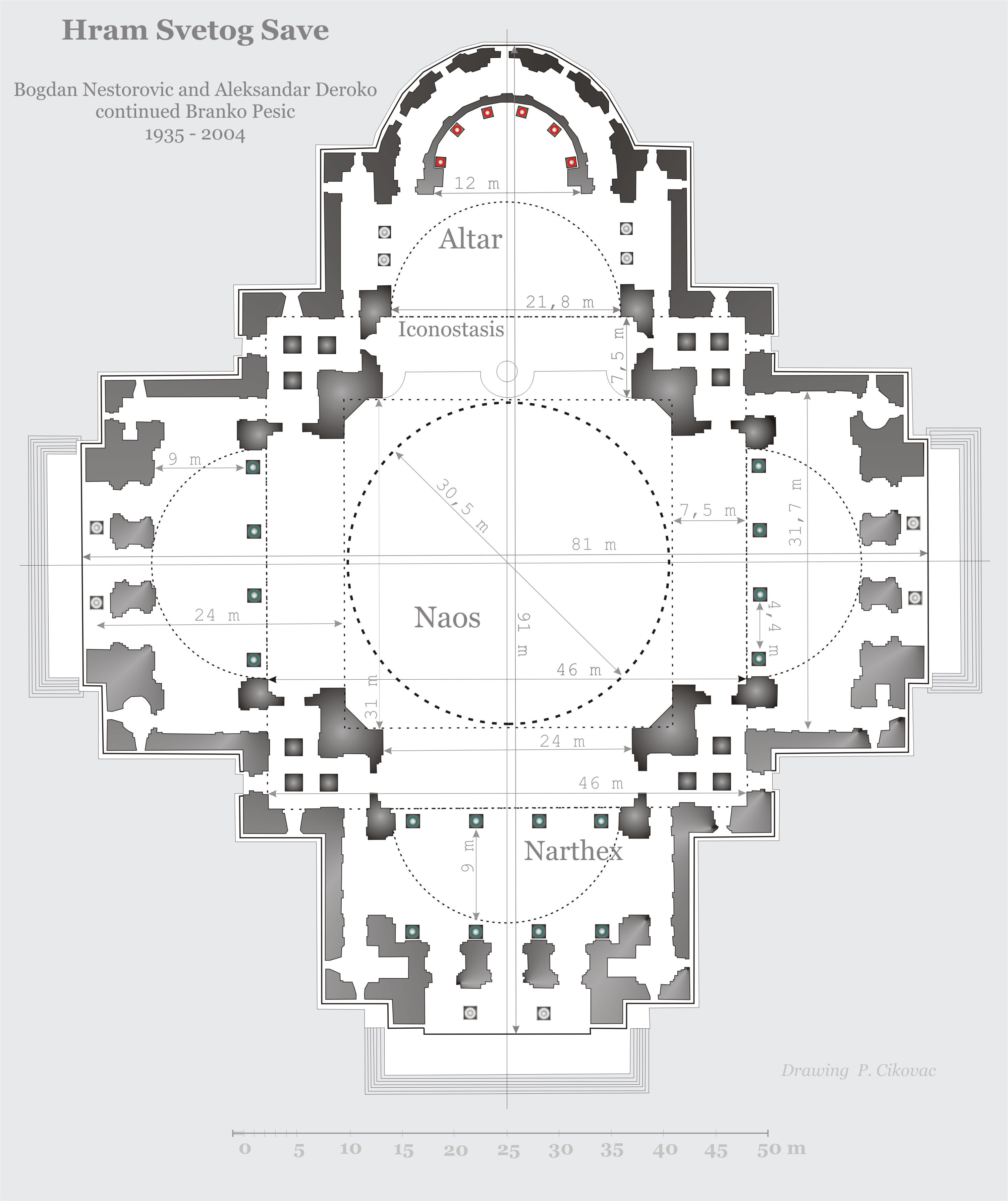
Tetrakonchaler Grundriss des Doms des Heiligen Sava in Belgrad, der in Analogie zur Hagia Sophia gebaut wurde

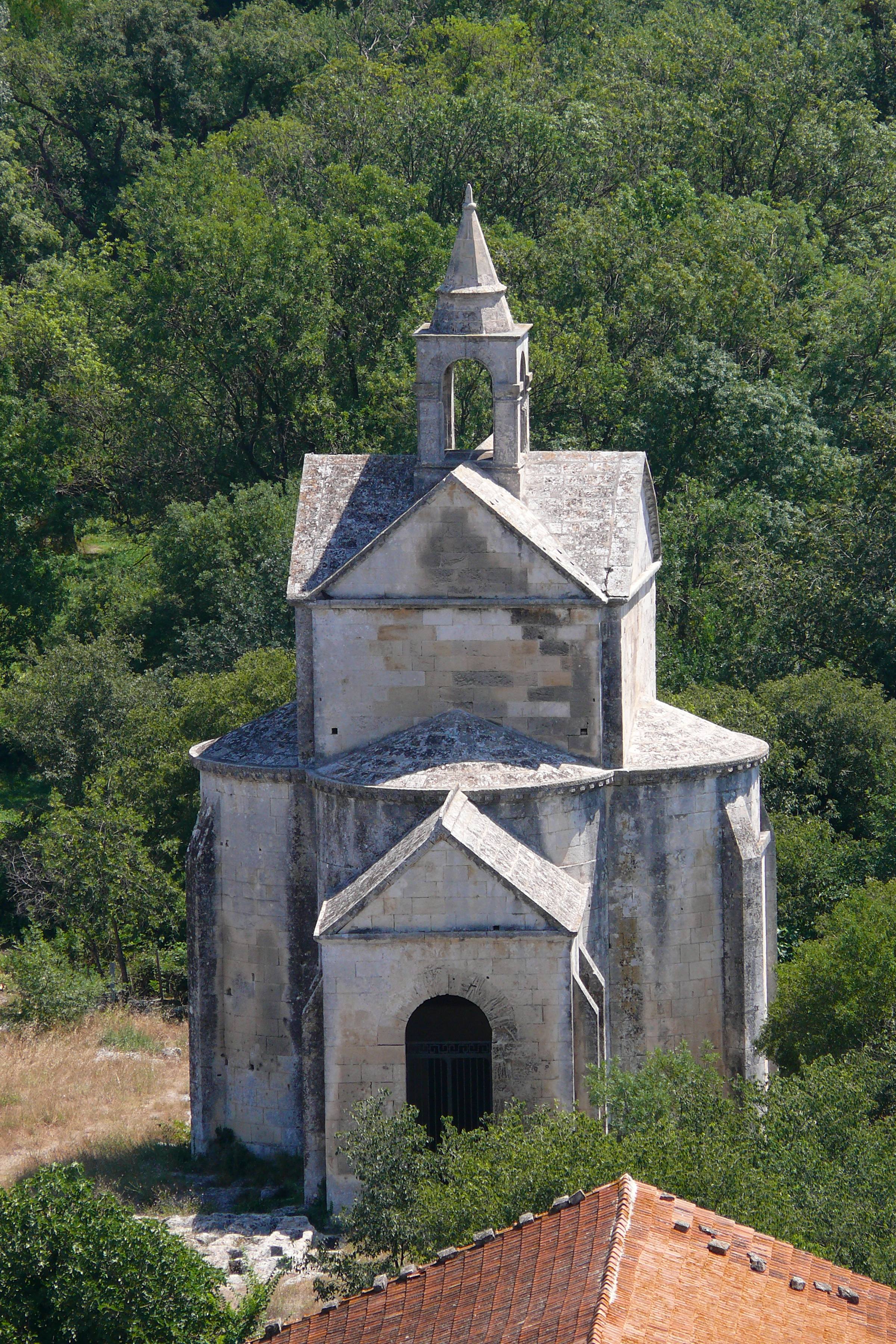
Die als Tetrakonchos erbaute Kapelle Sainte-Croix

Als Tetrakonchos (auch: Vierkonchenanlage, Vierkonchenchor oder Vierapsidenkirche) wird eine architektonische Bauform mit vier Konchen, also halbrunden Apsiden bezeichnet. Die Apsiden sind beim Tetrakonchos an den vier Seiten des Kirchengebäudes angeordnet, während sie bei Dreiapsidenkirchen oft nebeneinander an einer Gebäudewand liegen.

## Bauform und Beispiele
Ein Tetrakonchos ist eine Variante des Zentralbaus, wobei die an die Vierung eines Kirchengebäudes anschließenden Arme gleich lang sind und in Apsiden oder in einem Chor enden. Zusätzlich können weitere Nischen und runde Eckräume angebaut sein.
Dieser Kirchentyp ist eine originäre Schöpfung des südlichen Kaukasus und wurde dort während einer relativ kurzen Zeit gebaut. Dazu gehören beispielsweise:
- Vierapsidenkirche von Cherson, Ukraine, 7. Jahrhundert[4]
- Kloster Dschwari bei Mzcheta in Georgien, um 600
- Sioni-Kirche von Ateni, Georgien, 7. Jahrhundert[3]
- Kathedrale von Etschmiadsin, Armenien, um 485
- Armenische Zentralbauten vom „Mastara-Typ“: Mastara, Klosterkirche Haritschawank, Sergiuskirche in Artik, alle in Armenien, 7. Jahrhundert; Kathedrale von Kars, Osttürkei, 10. Jahrhundert
- Armenische Zentralbauten vom „Awan-Hripsime-Typ“: Kathedrale von Awan (Jerewan), Sankt-Hripsime-Kirche in Etschmiadsin, 7. Jahrhundert
- Orthodoxe Vierapsidenkirche von Gurasada, Rumänien, um 1300[5][2]
- Kapelle Sainte-Croix in der Nähe der südfranzösischen Stadt Arles, 12. Jahrhundert.
- Marienkapelle am nördlichen Ortseingang von Straßdorf bei Schwäbisch Gmünd von 1718/1719

## Monokonchos bis Oktokonchos
Monokonchen sind Kreuzkuppelkirchen mit drei als Rechteck ausgebildeten Armen und einer halbrunden Apsis im Osten (Lmbatavank, Armenien, 7. Jahrhundert). Bei Trikonchenanlagen ist der Westteil zu einer rechteckigen Grundfläche vergrößert (Beispiel: Muttergotteskirche in Talin, Armenien, 7. Jahrhundert). Sechs- und Achtkonchenkirchen kamen in der frühbyzantinischen Architektur und selten in Armenien vor. Als Hexakonchos (sechs Konchen) wurde im 10. Jahrhundert die Kirche des Heiligen Gregor in Ani sowie als Oktokonchos (acht Konchen) die Sorawor-Kirche bei Jeghward aus dem 7. Jahrhundert und die Erlöserkirche in Ani von 1036 errichtet. Die ungewöhnliche Zahl von sieben Konchen (Heptakonchos) besitzt die armenische Kirche von Irind aus dem 7. Jahrhundert. Romanische Rundkirchen mit sechs in die Außenwand eingetieften Konchen entstanden mutmaßlich durch Vorbilder aus Armenien oder Georgien geprägt im 11. Jahrhundert in den ungarischen Gemeinden Kiszombor und Karcsa.